# Davie County
Davie County är ett administrativt område i delstaten North Carolina, USA. År 2010 hade countyt 41 240 invånare. Den administrativa huvudorten (county seat) är Mocksville. 

## Geografi
Enligt United States Census Bureau så har countyt en total area på 692 km². 686 km² av den arean är land och 5 km² är vatten.  

### Angränsande countyn
- Yadkin County - nord
- Forsyth County - nordost
- Davidson County - sydost
- Rowan County - syd
- Iredell County - väst